# Рудка (притока Бушанки)
Рудка — річка  в Україні, у Чернівецькому районі Вінницької області. Права притока Бушанки (басейн Дністра ).

## Опис
Довжина річки 6 км., площа басейну - 18,4 км². 

## Розташування
Бере  початок на північно-східній околиці Туліїва. Тече переважно на південний схід і у Моївці впадає у річку Бушанку, ліву притоку Мурафи за 21 км від її гирла. 